# Tossal de la Nevera
El tossal de la Nevera és una muntanya de 1.286 metres que corona la serra del mateix nom, entre els municipis valencians de Catí (Alt Maestrat) i Morella (els Ports), concretament al llogaret de la Llàcua.
Es tracta d'una gran mola calcària de formes regulars amb gran valor paisatgístic. El nom de la muntanya prové de la presència de dues construccions o neveres destinades a emmagatzemar la neu caiguda durant l'hivern. La més antiga i pròxima és la Nevera Vella construïda en 1636. És probable que aquesta nevera fóra la que va donar finalment el nom al Tossal de la Nevera també conegut com el Tossal de Gibalcolla. La segona nevera, la del Mas de la Serra sembla de construcció més recent.